# São Roque (Oliveira de Azeméis)
A Freguesia de São Roque é uma freguesia portuguesa do Município de Oliveira de Azeméis com 7,05 km² de área e 5023 habitantes (censo de 2021), tendo, por isso, uma densidade populacional de 712,5 hab./km².
A sede da freguesia e principal povoação, Vila Chã de São Roque, foi elevada à categoria de vila em 1989.
Terra intimamente ligada à indústria do calçado e dos moldes, dispõe de farmácia, extensão de saúde, escola básica do 2º e 3º ciclos e posto de abastecimento de combustíveis.
Tem Bustelo como um dos seus lugares.

## Demografia
Nota: Nos censos de 1864 a 1900 figura com o nome de Vila Chã.
A população registada nos censos foi:
| Distribuição da População por Grupos Etários | Distribuição da População por Grupos Etários | Distribuição da População por Grupos Etários | Distribuição da População por Grupos Etários | Distribuição da População por Grupos Etários |
| -------------------------------------------- | -------------------------------------------- | -------------------------------------------- | -------------------------------------------- | -------------------------------------------- |
| Ano                                          | 0-14 Anos                                    | 15-24 Anos                                   | 25-64 Anos                                   | > 65 Anos                                    |
| 2001                                         | 939                                          | 793                                          | 3128                                         | 620                                          |
| 2011                                         | 693                                          | 619                                          | 3021                                         | 895                                          |
| 2021                                         | 571                                          | 499                                          | 2774                                         | 1179                                         |

## Património
- Igreja Matriz de São Roque
- Quinta do Côvo[6]
- Capelas de Santa Ana e velha de Nossa Senhora da Conceição